# Lassana Palenfo

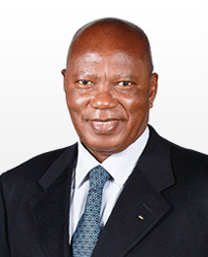
Lassana Palenfo.

Lassana Palenfo (nasceu a 25 de Janeiro de 1941 na Costa do Marfim) é um general militar costa-marfinense, actualmente em funções em diversas organizações desportivas internacionais. Desde 2005 é director da Associação de Comitês Olímpicos Nacionais da África (assumiu o terceiro mandato em 2013), membro do Comité Olímpico Internacional desde 2000 e dirige o Comité Olímpico Nacional da Costa do Marfim desde 1999.
É ainda director da União Africana de Judo desde 1990, mesmo ano em que assumiu a vice-presidência da Federação Internacional de Judo. Em 2012 foi agraciado com a Ordem Olímpica de Prata. Além do dirigismo, Lassana Palenfo foi também praticante de desportos como a natação, judo e futebol, em campeonatos escolares. Fora do desporto, destaca-se na política como Ministro de Estado e da Segurança da Costa do Marfim, ou como membro delegado da Cruz Vermelha.